# Galibis
Os Galibis, também conhecidos como calinas e carinas, são um grupo indígena que habita o nordeste da América do Sul. Eles se autodenominam Kali'na tilewuyu, que significa "os verdadeiros calinas", em parte para se diferenciar dos calinas mestiços quilombolas que habitam o Suriname.

## História

### Introdução
Os calinas não conheciam a escrita antes da chegada dos europeus. Sua história se conservava através da tradição oral. Durante muito tempo, os europeus que percorreram esta região não fizeram distinção entre os diferentes povos caribes. Findo o período colonial, diminuiu o interesse europeu pelos calinas, que só veio a ressurgir no final do século XX, pela ação de alguns franceses como Gérard Collomb.

### Era pré-colombiana
Foram descobertos 273 sítios arqueológicos ameríndios em apenas 310 quilômetros quadrados de área coberta pela Barragem do Pequeno Salto, no rio Sinnamary, na Guiana. Alguns datam de 2 000 anos, comprovando a antiguidade da presença ameríndia na região.
Os poucos dados históricos disponíveis mostram que, antes de 1492, os calinas habitavam o litoral da foz do rio Amazonas à foz do rio Orinoco, repartindo seu território com os aruaques, contra quem eles lutaram durante a expansão para o leste. Eram grandes viajantes, embora não fossem nômades. Costumavam viajar a pé ou em canoas até a bacia do Orinoco para visitar a família, efetuar trocas comerciais ou se casar. Costumavam viajar até o rio Essequibo para coletar seixos de pórfiro vermelho (takuwa), muito populares entre os calinas pois as mulheres os utilizavam para lustrar a cerâmica. A palavra takuwa também designa o jade, cujo comércio também era bem desenvolvido no continente americano.
Existe um sítio chamado "As rochas gravadas", no monte Carapa, em Kourou, em que existe arte rupestre possivelmente relacionada aos calinas, que são majoritários na região.

### Colonização europeia

#### A vinda dosPalanakiłi
Ao entrar em contato com os europeus, os calinas pensaram que estes fossem Palanakiłi, as divindades do mar. Esse nome continua a ser utilizado até hoje pelos calinas para se referir aos brancos. Também existe uma versão fluvial dessas divindades, chamadas Tunakiłi, que assumem a forma de jovens mulheres que viram as canoas e provocam afogamentos.
Uma das primeiras consequências da chegada dos europeus foi, como ocorreu em toda a América, uma diminuição da população indígena em consequência da introdução de doenças desconhecidas pelas populações locais. O sistema imunológico dos calinas não estava habituado aos vírus e bactérias europeus, o que causou a morte em grande número dos calinas.

Nesta época, os calinas somente conheciam os machados de pedra e facões de madeira dura. Aqueles homens trouxeram, com eles, machados e facões de ferro, e mostraram que eles cortavam bem melhor. Desta vez, os  Palanakiłi haviam trazido coisas boas.
Os primeiros brancos que os calinas encontraram foram comerciantes espanhóis, que ofereciam, aos calinas, pérolas de vidro, espelhos, facas etc. A língua calina incorporou os termos espanhóis que designavam esses produtos. O bispo espanhol Vasques de Espinosa, que visitou a região
no primeiro quarto do século XVII, fez referência aos Garina e aos Caribes Garinas do delta do Orinoco.

#### DePalanakiłiaPailanti'po
Ao perceber que os europeus estavam destruindo a cultura e o território calinas, os calinas rebatizaram os europeus como Pailanti'po, "destruidores dos calinas". Começou a resistência, porém ela foi rapidamente aniquilada devido à superioridade das armas europeias.
Após várias tentativas durante a segunda metade do século XVII, infrutíferas devido a conflitos com os ameríndios, os franceses fundaram a vila de Caiena em 1664 e os ingleses e neerlandeses se instalaram ao longo do rio Suriname. O território calina se estendia desde a ilha de Caiena até o rio Orinoco:

É nesta ilha que começa a nação dos galibis, que se estende até o grande rio Orinoco, havendo apenas uma nação no meio deles que se chama aruaques, que é muito numerosa e forte, tanto quanto os galibis, que são seus vizinhos e com os quais estão continuamente em guerra. [...] Do rio Kourou até os de Coonama, não há habitações de selvagens, mas a partir deste último e do rio Amana até o Suriname, o país é povoado pela nação dos galibis. Todas estas nações possuem quase a mesma língua, com exceção de algumas palavras. Os galibis do Suriname são nossos amigos. Nós os ajudamos em sua guerra.
O governador Lefebvre de la Barre, que se instalou em Caiena no ano de sua fundação com 1 200 colonos, escreveu sobre os calinas:

[Os galibis] eram antigamente tão poderosos que haviam implantado o terror e o medo no coração dos franceses estabelecidos em Caiena; tanto que muitos destes colonos que se mudaram para a Martinica têm dificuldade em concordar conosco quando lhes dizemos que os galibis são insignificantes. Atualmente, eles diminuíram muito, e todos os que habitam do rio Aproak até o rio Maroni não podem reunir mais de vinte canoas de guerra, armadas cada uma com 25 guerreiros. Isso aconteceu tanto por causa das doenças que lhes atingiram quanto devido a numerosas derrotas que eles tiveram frente os palicures.
A chegada dos europeus alterou radicalmente os antigos circuitos comerciais. Eles passaram a não mais percorrer o litoral até chegar ao rio Orinoco, mas passaram a se deter nos pequenos portos ao longo do litoral, onde havia a troca de pedras preciosas, ouro, animais e plantas por garrafas de rum e artefatos de aço.
Nos primeiros anos da colonização europeia, os calinas lutaram várias vezes contra os ingleses, franceses e espanhóis. Houve várias batalhas pelo controle de Yalimapo, um ponto estratégico a meio caminho entre os rios Mana e Maroni. Lá, existe um sítio arqueológico chamado Ineku-tupo ("Onde cresce a liana ineku"), onde foram encontradas peças de cerâmica de vários séculos antes da chegada dos europeus.
Dizimados pelas doenças e assediados pelos europeus sedentos do ouro do Eldorado, os calinas penetraram na densa selva tropical. Somente pequenos grupos se estabeleceram em Caiena e demais vilas costeiras. Os calinas foram particularmente numerosos nos rios Aproak, Amana, Suriname e Saramacca. Os calinas da costa foram, gradativamente, empurrados para o oeste, cedendo seu território para os latifúndios monocultores europeus.
A chegada dos europeus perturbou as tradicionais alianças indígenas. Os calinas se aliaram aos franceses e os ajudaram a empurrar os neerlandeses e seus aliados aruaques para o oeste do rio Maroni. Os calinas se destacaram no comércio de escravos ameríndios, chegando a estabelecer postos permanentes no baixo rio Itany e no baixo rio Marwini que serviam de base para suas incursões sobre os tiriós, os uaianas e os tekos, posteriormente os vendendo aos neerlandeses, ingleses ou franceses. Tinham uma atitude diferente em relação aos lokonos e palicures, com os quais se limitavam a ter uma relação guerreira. Os calinas tinham um termo para designar as tribos passíveis de ser escravizadas: itoto.
O governador Fiedmont escreveu em 1767:

Chegou a nosso conhecimento que a nação dos Emerillons, que respira somente a paz e somente deseja evitar a guerra injusta a que é forçada pelos índios dos holandeses e cujos cruéis efeitos todos nós, demais nações, sentiremos, não pode abandonar seus estabelecimentos para sobreviver sem que se exponha à escassez até que possa obter os frutos de suas novas plantações; que os agressores são estimulados por negros mulatos e outras pessoas do Suriname que têm interesse em perpetuar a guerra, sendo capazes de vir até o centro de nossa província para atacar os Emerillons e os fazer cativos; muitos emerillons foram mortos ou vendidos no Suriname há alguns meses atrás por esses do Marony que ainda estão fazendo preparativos para novos ataques aos índios do nosso território.
As incursões contra os itoto continuaram até o século XVII, quando o acesso ao alto rio Maroni foi fechado pelos maroons ndyukas e alukus.

#### As missões jesuítas
Os padres jesuítas fundaram sua primeira missão em Ikaroua, na enseada Karouabo, em 1709, mas a transferiram para o rio Kourou em 1713. Uma outra missão seria fundada em Sinnamary em 1736, e dois outras menores no rio Oiapoque: São Paulo em 1733 e Santa Fé em 1740. O objetivo das missões, como em todas as demais na América do Sul, era espalhar a fé católica entre os povos ameríndios, vistos como "selvagens" que precisavam ser "salvos".

Há quase vinte anos, esta missão tem sido de inteira responsabilidade dos jesuítas, que vêm se esforçando muito em aceder à liberdade dos índios, que são pedintes insistentes... Kourou agora é como uma pequena cidade com um bom número de índios entretidos com a religião com um zelo bem edificante. 
As missões facilitaram a mestiçagem entre as diferentes tribos ameríndias. A maior parte dos índios das missões eram calinas, porém também havia aruás, kusaris e maraonas do Brasil. Se a alta densidade populacional nas missões (450 ameríndios na região de Kourou em 1740) facilitou a disseminação de doenças, ela por outro lado protegeu os índios da escravidão, pois os colonos europeus não podiam entrar nas missões.
As missões foram abandonadas pelos jesuítas quando a ordem foi expulsa da França em 1763, antes da dissolução da ordem pelo papa em 1773.

#### Entre o Maroni e o Mana
Após a saída dos jesuítas e a desastrosa Expedição de Kourou de 1763, só restavam aproximadamente cinquenta índios em Kourou em 1787: 

Restos desafortunados de um grande número que existia na região antes do fracasso do estabelecimento que foi tentado em 1763, sendo que muitos indígenas morreram, bem como a maioria dos colonos franceses.
Tendo sido maltratados e explorados pelos colonos da expedição, os calinas da região fugiram para o oeste e se reajuntaram no Suriname e na região entre os rios Mana e Maroni. Eles passaram a transitar frequentemente entre essas duas regiões.

Este povo troca frequentemente de habitação, e não parece possuir um espírito muito estável em relação a este assunto; ignoro, contudo, se isto se dá por inconstância ou por precaução; assim que os vemos formar uma aldeia, eles já estão partindo para outro lugar.
Era, portanto, extremamente difícil precisar o número de ameríndios na região.
Mais tarde, por volta dos anos 1780, os negros quilombolas alukus (bonis) e ndjukas, fugindo do conflito com os neerlandeses, se mudaram para o rio Maroni e seus afluentes, entrando no território calina. Ocorreu mestiçagem entre os calinas e os quilombolas, embora os calinas evitassem o contato com os quilombolas. Estes mestiços são considerados calinas e fazem parte da comunidade calina, embora não sejam considerados "calinas verdadeiros".
A população calina conheceu seu apogeu durante a primeira metade do século XIX. Foi nesta época que Anne-Marie Javouhey instalou sua missão destinada a recolher escravos libertos na região do rio Mana, que era território calina. A missão destinava-se a promover a integração desses indivíduos com o resto da colônia. 

#### A prisão
O estabelecimento de prisões ao longo do rio Maroni, principalmente em Saint-Laurent-du-Maroni, forçou os calinas e demais ameríndios a fugir novamente para a margem neerlandesa do rio. 

Chegamos a ancorar perto da penitenciária de Saint-Laurent, perto da margem direita. É na outra margem, baixa e arborizada como toda a costa da Guiana, que estão espalhadas, no coração da floresta, as cabanas de Galibis.
Em Saint-Laurent (polo comercial junto com Albina, que ficava bem em frente), os calinas conheceram um novo tipo de branco: o presidiário. Os calinas os chamaram de Sipołinpo, "velho branco".

#### Os ameríndios em Paris
A segunda metade do século XIX foi a era de ouro das exposições universais, nas quais os países europeus exibiam as suas riquezas coloniais, com vilas representando as culturas dos países colonizados. Embora os calinas não tenham participado de nenhuma das exposições universais que ocorreram em Paris, eles foram exibidos no Jardim de Aclimação da cidade por duas vezes: em 1882 e 1892. Calinas e aruaques do centro do Suriname foram exibidos na exposição mundial de Amsterdã de 1883, juntamente com 
saramacas e crioulos.

##### 1882
Quinze calinas, todos membros de uma mesma família habitante de Sinnamary e Iracoubo, foram enviados a Pau:wa (o "país dos brancos") em julho de 1882. Não se sabe quase nada deles a não ser seus nomes e o fato de que foram alojados em cabanas sobre o gramado do Jardim de Aclimação. O passeio durou quatro meses: três meses em Paris e um mês na viagem de barco (ida e volta). Eles foram acompanhados por um crioulo que serviu de intermediário e possivelmente intérprete. Existem inúmeros retratos deles, feitos pelo fotógrafo Pierre Petit. Os retratos fazem parte da Coleção da Sociedade de Geografia de Paris e podem ser consultados no Departamento de Mapas e Planos da Biblioteca Nacional da França. 

##### 1892
Desta vez, foram 32 calinas e alguns aruaques, todos de Iracoubo, Sinnamary e baixo Maroni, que foram enviados a Paris em pleno inverno. Embora procedentes da mesma região, eles não eram parentes dos calinas que haviam sido enviados em 1882. Eles foram enviados por um certo F. Laveau, explorador que estava na Guiana Francesa expressamente para "... recrutar índios peles-vermelhas caribes" e mostrá-los ao público em Paris. A tradição oral dos calinas conserva este fato através de uma canção que diz: "... Lawo nos enviou ao país dos brancos".
O barco partiu de Paramaribo, onde os seus chefes os esperariam no retorno. Os calinas não foram embarcados à força, mas é possível que lhes tenha sido oferecido dinheiro.
Eles foram alojados sobre o gramado do jardim, como em 1882, mas desta vez "... em duas grandes cabanas em formato de hangar", com tapetes e redes. Eles passavam a maior parte do tempo dançando ao som dos sanpula (tambores), porque o público e os fotógrafos assim lhes pediam. As mulheres trançavam cestaria e faziam cerâmica com matéria-prima trazida da Guiana Francesa. O príncipe Roland Napoléon Bonaparte os fotografou. As fotos fazem parte da coleção do Museu do Homem, em Paris. O príncipe se interessava por antropologia, e pintou e desenhou vários objetos calinas.
Os calinas não eram habituados ao frio, e as suas danças se interromperam quando eles ficaram doentes. Ao menos dois calinas morreram e foram enterrados em Paris. A cerimônia do Epekotono, que celebra o fim do luto dois ou três anos após a morte, só pôde ser celebrada em 1996.

## Atualidade

### Repartição geográfica
A parte da América do Sul onde vivem os calinas é escassamente povoada:
- No Brasil, os calinas se concentram na vila de São José dos Galibi, fundada em 1950 na margem direita do rio Oiapoque, em frente de São Jorge do Oiapoque, por famílias vindas da região de Mana, na Guiana Francesa. Também existem calinas em Macapá e Belém (Pará).
- Na Guiana Francesa, os calinas ainda são muito numerosos em sua terra de origem: a região entre os rios Maroni e Mana, em particular nas cidades de Awala-Yalimapo (a única cidade onde eles são maioria), Saint-Laurent-du-Maroni, Mana e Iracoubo. Também estão presentes na vila ameríndia de Kourou e, em menor número, na ilha de Caiena.
- No Suriname, eles são uma forte presença na margem esquerda do rio Maroni e nos afluentes do rio Coppename.
- Na Guiana, eles se situam ao longo do rio Cuyuni, na fronteira com a Venezuela.[25]
- Na Venezuela, país no qual são mais numerosos, eles se encontram em duas zonas distintas: nos llanos do vale do rio Orinoco, região na qual eles antigamente se reuniam para casar e comerciar; e ao longo do rio Cuyuni, nos estados de Sucre, Bolívar, Monagas e principalmente Anzoátegui, onde se concentram na Mesa de Guanipa.

Apesar de sua dispersão geográfica, os calinas mantêm contato entre si: em 2006, ocorreu um encontro cultural entre os calinas da Venezuela e os da Guiana Francesa, separados por mais de mil quilômetros.

### Modo de vida
Alguns calinas continuam a viver de suas atividades tradicionais no quadro de uma economia de subsistência, praticando a caça, a pesca, a coleta e a agricultura de subsistência com queimada, como faziam seus ancestrais. Contudo, uma parte dos calinas se integrou aos setores primário e secundário das economias de seus países, ocupando quase sempre empregos que não exigem qualificação profissional. Os calinas da Venezuela que vivem nos llanos do rio Orinoco trabalham frequentemente no setor do petróleo, o principal empregador da região, enquanto os calinas da Guiana trabalham como lenhadores e ocasionalmente como garimpeiros.
Na Guiana Francesa, participaram da construção do Centro Espacial de Kourou. No geral, a etnia vive à margem do mundo moderno. No entanto, sinais de mudança são visíveis. Por exemplo: os calinas que alcançaram o ensino secundário a partir dos anos 1960 são a ponta de lança da federação de organizações ameríndias da Guiana Francesa, que luta pelo reconhecimento dos direitos dos ameríndios do país.

### Cultura
Os calinas possuem uma estrutura social do tipo patriarcal. Os chefes de família são chamados yopoto e eles usam, às vezes, um cocar de penas chamado umali para se diferenciar dos outros membros da família.
Os calinas demonstram grande respeito pelos mais idosos, chamados de uwapotosan. Quando um idoso fala, todos escutam. Como sua cultura e história são orais, os idosos são a memória viva do povo.
Ainda hoje, os calinas mudam frequentemente seu local de residência, em parte para evitar perturbar os espíritos dos mortos enterrados em suas aldeias e os espíritos maus da floresta (imawale), e em parte para obter melhores condições de caça e coleta.
Se o calina que vive na floresta pode viver uma vida pacífica longe de estabelecimentos comerciais, vivendo da caça, pesca e coleta, o mesmo não ocorre com os calinas que vivem nas cidades. As bebidas alcoólicas foram introduzidas pelo antigo governo colonial, como testemunha a correspondência do governador Fiedmont em 1767:

O que afeta mais particularmente os índios é a bebida, que se consome muito por aqui. Ao mesmo tempo, não seria mal acostumá-los a ela, bem como a outros costumes que os fariam dependentes de nós.
A mandioca tem um papel primordial nos rituais, principalmente os funerários. A etnografia especializada mostra que a alimentação nas casas calinas continua coletiva.

### Mitologia e rituais
Os calinas dizem descender do último homem sobrevivente na Terra após um grande dilúvio (umuti'po). Para se proteger, esse homem teria se refugiado dentro de uma palmeira kumu junto com seu cachorro e um papagaio. Ele comia os frutos da palmeira e jogava as sementes na água. Quando parou de ouvir o som de semente batendo na água, desceu da palmeira e foi caçar. Toda vez que o homem deixava a caça na sua cabana e ia caçar mais, o seu cachorro retirava sua pele, revelando ser uma mulher, e preparava a caça, colocando novamente a pele de cachorro antes que o homem voltasse. Intrigado, o homem se escondeu atrás de um pequeno arbusto. Ao ver a transformação do cachorro em mulher, correu e jogou a pele de cachorro no fogo. A mulher tinha vergonha de sua nudez, então o homem lhe deu um kuyu (tanga) para cobrir seu sexo.
Antes do dilúvio, os homens e os animais podiam se comunicar. Esse período é chamado de Isenulupiłi. Por este motivo, os calinas guardam um grande respeito pelos animais, pois eles eram antigamente seus irmãos.
Apesar de serem, em sua maioria, batizados, os calinas ainda continuam a realizar muitos ritos animistas, em sincretismo com o cristianismo. Eles cultuam a natureza sob a forma de diversos espíritos: espíritos maus da floresta que possuem quatro dedos (imawale); Amana (também o nome de um rio), um poderoso espírito da água; palanakiłi (espíritos do mar); tunakiłi (espíritos dos rios) etc. Os guardiães da tradição são xamãs chamados de piyai, que possuem sua própria casa, tokai, isolada do resto da aldeia. Eles são muito respeitados pela comunidade em razão de seu conhecimento sobre a vida após a morte.
Os calinas possuem ritos funerários bem elaborados. Os da Venezuela e Guiana os celebram no dia católico de finados, no ritual chamado Akaatompo: no início do dia, os parentes e conhecidos dos mortos se reúnem no cemitério, com comida, bebidas alcoólicas e flores, e cantam e dançam para alegrar os mortos. Eles depositam suas oferendas nos túmulos e consomem uma parte delas. Eles limpam e consertam os túmulos e objetos pessoais dos mortos, iluminados por velas. As canções dedicadas aos mortos são em língua calina. A dança, chamada mare mare, é liderada por um uwapotosan (ancião). Nela, os participantes podem, ocasionalmente, entrar em transe.
Nos lares calinas, desde o amanhecer, são preparadas grandes quantidades dos pratos preferidos do morto para bem receber seu espírito, que, segundo a tradição, reencarna nas pessoas que visitam a casa (sejam elas calinas ou não) e está faminto após sua longa ausência.
Os visitantes se sucedem à tarde, passando de casa em casa, comendo e bebendo em todas elas, e dançando a mare mare enquanto um cantor faz o elogio do morto. Em alguns casos, a festa dura até o dia seguinte.
Existe uma variante desse ritual para as crianças mortas: ela acontece no dia 1 de novembro, e é codificada da mesma maneira mas se realiza sem bebidas alcoólicas e as palavras dos cantos mara mara são dirigidas ao mundo infantil.
Existem dois outros rituais funerários. Embora eles não possua a mesma transcendência que o Akaatompo, eles não são menos importantes. São: o Boomaankano, o início do luto; e o Beepekootono (na Venezuela) ou Epekotono (na Guiana Francesa), o fim do luto. O primeiro acontece sete dias após a morte. Uma cerimônia acontece à noite na casa atingida pela morte. Os que entram em luto tomam um banho ritual para se purificar e adquirir forças para enfrentar esse período. Durante o rito, faz-se um elogio fúnebre ao morto e os participantes dançam e cantam uma mare mare especial chamada Sheññorijsha.
O fim do luto ocorre um ano após a morte. A comunidade se reúne novamente em torno da família. Durante a cerimônia, os presentes bebem para comemorar e, por volta da meia-noite, o cabelo dos velhos enlutados é cortado.

### Música
Utilizam, sobretudo, instrumentos de percussão, entre os quais a sanpula (ou sambula), um grande tambor com duas membranas munido de corda de timbre sob a qual fica preso um fino palito vegetal, e que é tocado com o auxílio de um pequeno bastão. Também possuem dois tipos de maracas de dança chamados kalawasi (ou kalawashi) e malaka.
Sua flauta transversal, a kuwama, está sendo progressivamente substituída pela flauta transversal europeia. Também possuem uma flauta transversal em terracota chamada kuti.

### Línguas
Os Galibi mantêm parcialmente a sua língua original, da qual se orgulham. Muitas crianças, entretanto, filhos de pais galibis e não galibis, e que na escola apenas estudam o português, não falam mais a língua, mesmo quando a entendem.
Muitos falam também o "patuá", também conhecido como lanc-patuá, língua crioula utilizada no contato com as outras etnias da região. Falam o português e usam essa língua na aldeia e para os contatos externos. Conhecem o francês, ao menos os mais velhos que foram alfabetizados e educados nesta língua. Entendem um pouco de patuá holandês.
Nos dias de hoje, a língua indígena vem sendo revalorizada. Comparados aos Karipuna e Galibi Marworno, eles se consideram índios verdadeiros, assim como os Palikur, por falarem uma língua indígena. Questionam o fato de o patuá ser considerada uma língua "nativa" pelos índios da terra indígena Uaçá, lembrando que, na escola de freiras de Saint Joseph de Cluny, na Guiana Francesa, quem falava patuá recebia um castigo. Lá, apenas as línguas indígenas e o francês eram permitidos.
A língua calina é falada atualmente por mais de 10 000 pessoas na faixa litorânea que vai desde a Venezuela (5 000 falantes) até o Brasil (100), passando pela Guiana (475), o Suriname (2 500) e a Guiana Francesa (3 000). Graças ao número relativamente alto de falantes, é uma das línguas da Amazônia com maior chance de sobrevivência. Foram tentadas algumas formas de transcrição da língua para a forma escrita na Guiana Francesa. A normalização linguística de uma forma escrita da língua esbarra atualmente na diversidade de grafias, que são influenciadas pelas línguas dos colonizadores europeus da região. Como resultado, a língua calina permanece sendo essencialmente oral.

## Ligações Externas
- Acervo Etnográfico Museu do Índio - Galibis